# HD 104985
HD 104985 (HR 4609 / HIP 58952 / SAO 7500) o designado propiamente como Tonatiuh por la IAU, es una estrella situada en la constelación de Camelopardalis, la jirafa, a 333 años luz de distancia del sistema solar. De magnitud aparente +5,80, no tiene denominación de Bayer ni de Flamsteed, siendo conocida habitualmente por su número de catálogo Henry Draper , hasta el año 2015 cuando oficialmente fue nombrada Tonatiuh por Andrés Eloy Martínez Rojas de la Sociedad Astronómica Urania en México en el concurso NameExoWorlds. En 2003 se anunció el descubrimiento de un planeta extrasolar orbitando alrededor de esta estrella.
HD 104985 es una gigante amarilla de tipo espectral G9III con una temperatura de 4679 K. Su radio es 10,9 veces más grande que el radio solar, comparable al de γ Piscium o Altais (δ Draconis) —gigantes similares más cercanas— y al de Xi Aquilae, estrella también semejante que alberga un sistema planetario. HD 104985 brilla con una luminosidad 58 veces mayor que la del Sol y su metalicidad es inferior a la solar ([Fe/H] = -0,35). Su masa es ligeramente superior a 2 masas solares y tiene una edad estimada de 870 millones de años.

## Sistema planetario
En 2003 se descubrió un planeta extrasolar masivo, denominado HD 104985 b o también llamado Meztli por la IAU, orbitando en torno a esta estrella. El planeta, con una masa mínima 6,33 veces mayor que la masa de Júpiter, se mueve a lo largo de una órbita casi circular a 0,78 UA de HD 104985, siendo su período orbital de 198 días.
Según el comunicado de prensa IAU1514, la Unión Astronómica Internacional ha denominado a HD104985 como Tonatiuh y a su planeta como Meztli.
| Acompañante (En orden desde la estrella) | Masa (MJ) | Período orbital (días) | Semieje mayor (UA) | Excentricidad |
| ---------------------------------------- | --------- | ---------------------- | ------------------ | ------------- |
| HD 104985 b (Meztli)                     | > 6,33    | 198,2 ± 0,3            | 0,78               | 0,03 ± 0,02   |